# 恋愛遊戯
「恋愛遊戯」（れんあいゆうぎ）は、太田裕美が1977年5月に発売したシングルである。

## 解説
- ボサノバ調の楽曲となっている。
- オリコンランキングでのBEST10入りは、1975年8月発売の「夕焼け」以来5作品振りに果たせなかった。

## 収録曲
A面
1. 恋愛遊戯（3分41秒）
  - 作詞:松本隆／作曲:筒美京平／編曲:萩田光雄

B面
1. 心象風景（3分20秒）
  - 作詞:松本隆／作曲:筒美京平／編曲:萩田光雄